# Egu
Egu (kinesiska: 恶古乡, 恶古) är en socken i Kina. Den ligger i provinsen Sichuan, i den sydvästra delen av landet, omkring 310 kilometer väster om provinshuvudstaden Chengdu. Antalet invånare är 2 168. Befolkningen består av 1 067 kvinnor och 1 101 män. Barn under 15 år utgör 24,0 %, vuxna 15-64 år 68 %, och äldre över 65 år 7,0 %.
Genomsnittlig årsnederbörd är 1 202 millimeter. Den regnigaste månaden är juni, med i genomsnitt 279 mm nederbörd, och den torraste är december, med 4 mm nederbörd.